# I’ll Never Love Again
I’ll Never Love Again – singel amerykańskiej piosenkarki Lady Gagi promujący ścieżkę dźwiękową do filmu Narodziny gwiazdy. Utwór został wydany 27 maja 2019 roku początkowo jedynie we Francji, a następnie w wybranych krajach jako trzeci singel z albumu.
Piosenka otrzymała pozytywne opinie od krytyków i pojawiła się na listach przebojów w większości krajów, największy sukces osiągając w Irlandii, Szkocji oraz na Węgrzech docierając do top 10 w krajowych notowaniach. W Australii, Francji oraz we Włoszech uzyskała status złotej płyty, natomiast w Stanach Zjednoczonych pokryła się platyną za sprzedaż miliona egzemplarzy. Utwór otrzymał nagrodę Grammy w kategorii Najlepsza piosenka napisana na potrzeby wizualnego medium w 2020 roku.

## Personel

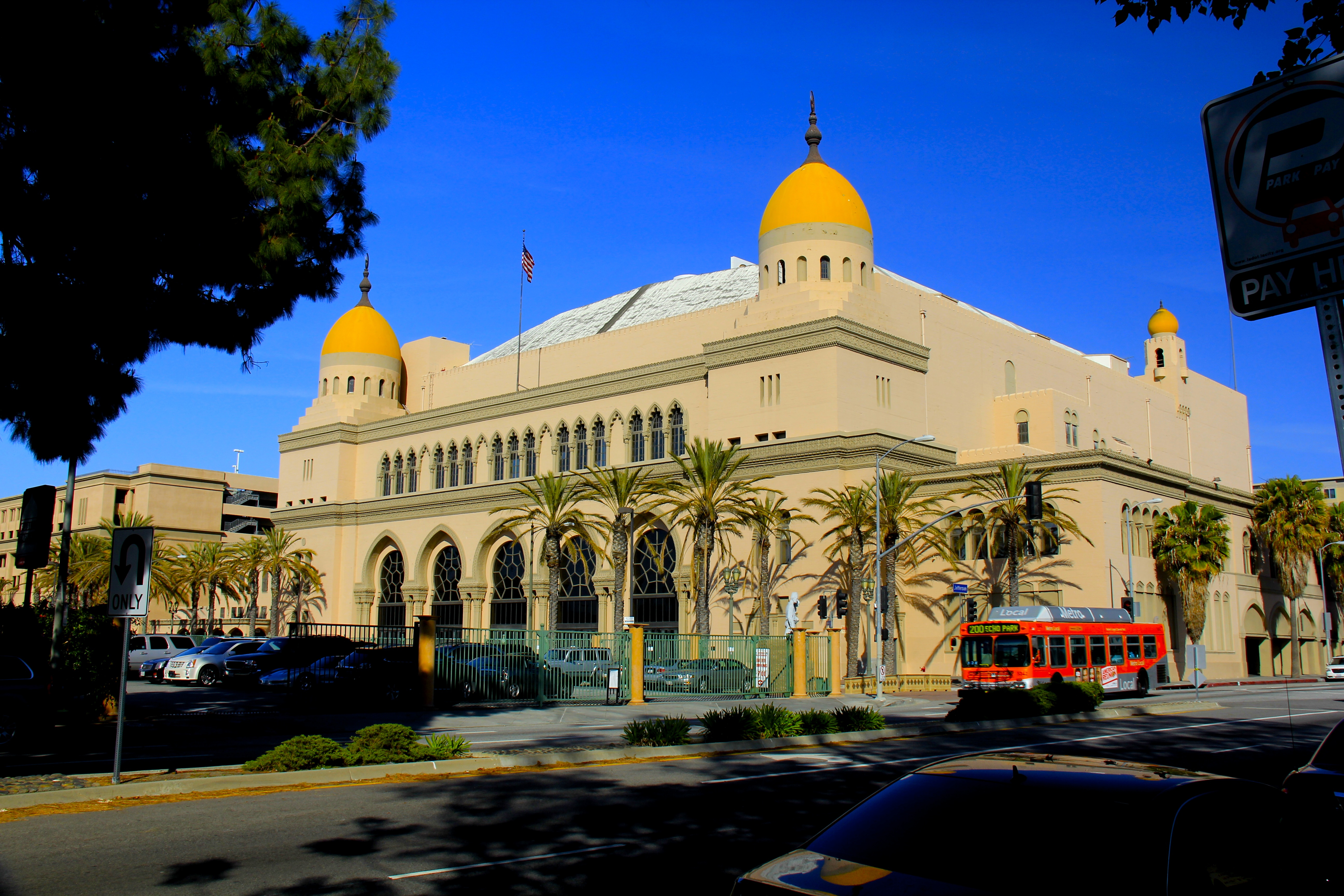
Shrine Auditorium w Los Angeles, miejsce nagrywania ujęć podczas wykonywania „I’ll Never Love Again”

- Lady Gaga – pisanie, produkcja, główne wokale, pianino
- Natalie Hemby – pisanie
- Hillary Lindsey – pisanie
- Aaron Raitiere – pisanie
- Benjamin Rice – produkcja
- Bo Bodnar – asystent nagrywania
- Alex Williams – asystent nagrywania
- Tom Elmhirst – miksowanie
- Brandon Bost – inżynieria miksowania
- Randy Merrill – mastering
- Chris Johnson – perkusja
- Jon Drummond – gitara basowa
- Brokkett Parsons – keyboardy
- Tim Stewart – gitara
- Ricky Tillo – gitara

Źródło:

## Notowania i certyfikaty
| Terytorium        | Notowanie (2018)                     | Najwyższa pozycja | Przypisy |
| ----------------- | ------------------------------------ | ----------------- | -------- |
| Australia         | Top 50 Singles                       | 15                | [ 8 ]    |
| Austria           | Ö3 Austria Top 40                    | 73                | [ 9 ]    |
| Czechy            | Singles Digitál Top 100              | 52                | [ 10 ]   |
| Europa            | Euro Digital Song Sales              | 5                 | [ 11 ]   |
| Francja           | Top Singles & Titres                 | 61                | [ 12 ]   |
| Grecja            | Greece Digital Song Sales            | 3                 | [ 13 ]   |
| Hiszpania         | Physical/Digital                     | 3                 | [ 14 ]   |
| Irlandia          | Singles Chart                        | 10                | [ 15 ]   |
| Kanada            | Billboard Canadian Hot 100           | 43                | [ 16 ]   |
| Kanada            | Hot Canadian Digital Song Sales      | 3                 | [ 17 ]   |
| Korea Południowa  | Gaon Digital                         | 47                | [ 18 ]   |
| Luksemburg        | Luxembourg Digital Song Sales        | 9                 | [ 19 ]   |
| Malezja           | Top 20 Most Streamed International   | 18                | [ 20 ]   |
| Nowa Zelandia     | Recorded Music NZ                    | 13                | [ 21 ]   |
| Portugalia        | AFP                                  | 34                | [ 22 ]   |
| Słowacja          | Singles Digitál Top 100              | 1                 | [ 10 ]   |
| Stany Zjednoczone | Hot 100                              | 36                | [ 23 ]   |
| Stany Zjednoczone | Digital Song Sales                   | 2                 | [ 24 ]   |
| Szkocja           | Scottish Singles Sales Chart Top 100 | 5                 | [ 25 ]   |
| Szwajcaria        | Singles Top 100                      | 14                | [ 26 ]   |
| Szwecja           | Sverigetopplistan                    | 47                | [ 27 ]   |
| Węgry             | Single (track) Top 40 lista          | 3                 | [ 28 ]   |
| Wielka Brytania   | UK Singles Chart                     | 27                | [ 29 ]   |
| Włochy            | FIMI                                 | 61                | [ 30 ]   |

| Terytorium | Notowanie (2018) | Pozycja | Przypis |
| ---------- | ---------------- | ------- | ------- |
| Węgry      | Single Top 40    | 42      | [ 31 ]  |

| Kraj                     | Certyfikat         | Sprzedaż   |
| ------------------------ | ------------------ | ---------- |
| Australia (ARIA)         | złota płyta        | 35 000+    |
| Francja (SNEP)           | złota płyta        | 100 000+   |
| Polska (ZPAV)            | 3x platynowa płyta | 60 000+    |
| Stany Zjednoczone (RIAA) | platynowa płyta    | 1 000 000+ |
| Wielka Brytania (BPI)    | srebrna płyta      | 200 000+   |
| Włochy (FIMI)            | złota płyta        | 25 000+    |